# رئاسة دونالد ترامب الثانية
بدأت فترة الرئاسة الثانية لدونالد ترامب في 20 يناير 2025، عندما تم تنصيبه الرئيس السابع والأربعين للولايات المتحدة. تم انتخابه في الانتخابات الرئاسية لعام 2024. وعند توليه المنصب، اصبح ثاني رئيس في تاريخ الولايات المتحدة يخدم فترتين غير متتاليتين بعد جروفر كليفلاند في عام 1893، والأكبر سناً الذي يتولى الرئاسة بعد جو بايدن.

## خلفية

### انتخابات 2024
أعلن دونالد ترامب رسميًا ترشحه لترشيح الحزب الجمهوري في الانتخابات الرئاسية لعام 2024 في 15 نوفمبر 2022، في مقر إقامته في مار إيه لاغو في خطاب دام ساعة تقريبًا. في مارس 2024، حسم ترامب الترشيح بفوزه بأغلبية المندوبين ليصبح المرشح المفترض للحزب الجمهوري بعد الانتخابات التمهيدية الرئاسية للحزب. اختار ترامب السيناتور جيه دي فانس من أوهايو، وهو منتقد سابق له، ليكون نائبًا له، وتم ترشيح الاثنين رسميًا كمرشحين جمهوريين في المؤتمر الوطني الجمهوري 2024.
ترشح الرئيس الحالي جو بايدن في البداية لإعادة انتخابه عن الحزب الديمقراطي، وأصبح المرشح المتوقع للحزب في مارس 2024 بعد فوزه المريح في الانتخابات التمهيدية مع معارضة قليلة. ومع ذلك، وبعد أدائه المنخفض في مناظرة مثيرة للجدل وازدياد المخاوف بشأن عمره وصحته، أعلن بايدن انسحابه رسميًا من السباق في يوليو 2024. وقد أعلن بايدن دعمه لكامالا هاريس، شريكته في الانتخابات لعام 2020 ونائبته، كخليفة له، وأعلنت هاريس عن حملتها في 21 يوليو. في اليوم التالي، حصلت هاريس على عدد كافٍ من المندوبين غير الملزمين لتصبح المرشحة الجديدة المتوقعة للحزب؛ وفي المؤتمر الوطني الديمقراطي 2024 في أغسطس 2024، قبلت ترشيح الحزب رسميًا.
في 6 نوفمبر 2024، نجح ترامب في استعادة ولاية ويسكونسن من الديمقراطيين، وحصل على ما يكفي من الأصوات الانتخابية لتأمين الرئاسة. تم التصديق على الأصوات الانتخابية في 6 يناير 2025 وتاكيد فوزه رسميا. عند توليه منصبه، سيكون ترامب هو الرئيس الثاني في تاريخ الولايات المتحدة الذي يخدم فترتين غير متتاليتين بعد جروفر كليفلاند في عام 1893، وهو أكبر فرد سنًا يتولى الرئاسة، وأول مدان يخدم الرئاسة بعد إدانته في مايو 2024. سيكون فانس، باعتباره أحد أصغر نواب الرئيس سنًا في تاريخ الولايات المتحدة، أول نائب رئيس من جيل الألفية؛ بالإضافة إلى ذلك، سيكون أول نائب رئيس خدم في سلاح مشاة البحرية.

### فترة الانتقال والتنصيب
من المتوقع أن يتم تنصيب ترامب في مبنى الكابيتول الأمريكي في 20 يناير 2025.

## الفترة الانتقالية والتنصيب وأول مئة يوم
بدأت فترة الانتقال الرئاسي بعد فوز ترامب في الانتخابات الرئاسية الأمريكية لعام 2024، مع أن ترامب كان قد اختار ليندا مكمان وهاوارد لوتنيك لبدء التخطيط للانتقال في أغسطس عام 2024. إن ترامب «وَاهِم» ويفضل تجنب مناقشة عملية الانتقال الرئاسي حتى ما بعد يوم الانتخابات وفقًا لصحيفة نيويورك تايمز. ومن المتوقع أن يعتمد فريقه الانتقالي على عمل معهد سياسة أمريكا أولًا، بدلًا من مؤسسة هيريتيج، وهي مؤسسة فكرية محافظة أثارت الجدل أثناء الانتخابات لمشروع 2025، وهو مجموعة من المبادرات التي من شأنها إعادة تشكيل الحكومة الفيدرالية. لم يشارك في عملية الانتقال الرئاسي الفيدرالية بحلول أكتوبر، ولم يوقع على تعهد أخلاقي مطلوب، منذ نوفمبر. أعلن ترامب عن ترشيحات لحكومته وإدارته خلال فترة الانتقال.
نُصِّب ترامب في مبنى الكونغرس الأمريكي في العشرين من يناير عام 2025، خلفًا لجو بايدن رئيسًا. وأقسم اليمين أمام رئيس المحكمة العليا جون روبرتس. جرى التنصيب في الداخل في القاعة المستديرة في الكابيتول. أطلق ترامب عملة ميم، $Trump، قبل يومين من التنصيب.     

## السياسة المحلية
اقتُرحت السياسات المستقبلية لرئاسة ترامب الثانية في أجندة 47، وهي مجموعة من خططه السياسية الرسمية.

### الإجهاض
أعلن ترامب أن الإجهاض يجب أن يُفوض إلى الولايات في أبريل عام 2024. وإلى هذا الحد، صرح في مقابلة مع مجلة تايم أنه سيسمح للولايات بمراقبة حالات الحمل وتوجيه اتهامات جنائية إلى الحوامل اللواتي يجهضن. انتقد ترامب حكم المحكمة العليا في أريزونا في قضية تنظيم الأسرة أريزونا ضد مايز (2024)، إذ أقرَّت المحكمة قانونًا صدر عام 1864 يجرم عمليات الإجهاض باستثناء تلك التي تهدف إلى إنقاذ حياة الأم، مشيرًا إلى أنه لن يوقع حظرًا فيدراليًا على الإجهاض وأكد موقفه في أكتوبر.
بعد أن حكمت المحكمة العليا في ألاباما في قضية لوباج ضد مركز طب الإنجاب (2024) بأن الأجنة المجمدة هي كائنات حية، مال ترامب إلى صالح الإخصاب في المختبر.
أعاد الرئيس ترامب العمل بسياسة مكسيكو سيتي في الرابع والعشرين من يناير عام 2025، وهي السياسة التي ألغتها إدارة بايدن سابقًا.

### المناخ والبيئة
شجع ترامب شركات الوقود الأحفوري على التبرع لحملته في عشاء خاص في مارالاغو في أبريل عام 2024، قائلًا إنه سيتراجع عن القواعد البيئية إذا انتُخب.
يقود ديفيد بيرنهارت فريق انتقال ترامب للمناخ والبيئة، وهو عضو مجموعة ضغط نفطية سابق شغل منصب وزير الداخلية، وأندرو ر. ويلر، وهو عضو جماعة ضغط فحمية سابق قاد وكالة حماية البيئة في عهد ترامب. يستعد الفريق للانسحاب من اتفاق باريس للمرة الثانية، وتوسيع الحفر والتعدين على الأراضي العامة، وتفكيك المكاتب التي تعمل على إنهاء التلوث، في حين ناقش مسؤولون آخرون نقل وكالة حماية البيئة من واشنطن العاصمة. سيعيد ترامب رسم حدود مَعْلَم بيرز إيرز وغراند ستيركيس-إسكالانتي الوطني كما فعل في رئاسته الأولى، وسينهي توقفًا لمحطات تصدير الغاز الطبيعي الجديدة الذي بدأ في عهد الرئيس جو بايدن، وسيمنع الولايات من وضع معايير التلوث الخاصة بها.
عيَّن ترامب عند توليه منصبه مجموعات الضغط في مجال النفط والغاز والمواد الكيميائية في وكالة حماية البيئة للتراجع عن قواعد المناخ وضوابط التلوث. أمر ترامب بوقف صرف الأموال المتعلقة بالمناخ الصادرة عن قانون الحد من التضخم وقانون البنية التحتية المشترك، وخلط مخطئًا بين التمويل و«الصفقة الجديدة الخضراء».

### التعليم
خفض ترامب التمويل المخصص لوزارة التعليم خلال فترة ولايته الأولى، مع استمراره في انتقادها. روّج ترامب بنشاط خلال حملته الانتخابية لعام 2024 لفكرة إلغاء وزارة التعليم واقترح تسليم ضبط التعليم لحكومات الولايات الفردية.

### الحكومة الفيدرالية
أنشأت إدارة ترامب تنظيمًا مؤقتًا يسمى وزارة كفاءة الحكومة (DOGE) وعُيِّن إيلون ماسك مسؤولًا عنها، وأُعيدت تسمية الخدمة الرقمية الأمريكية إلى خدمة دوجي (DOGE) الأمريكية لتعمل بصفتها وكالةً رئيسة. دوجي هي وحدة مكلفة بالتوصية بتدابير خفض التكاليف، ووفقًا للأمر التنفيذي الذي أنشأها، فإن غرضها الرسمي هو «تحديث التكنولوجيا والبرمجيات الفيدرالية لرفع كفاءة وإنتاجية الحكومة إلى أقصى حد».
وما أن بدأت رئاسة ترامب الثانية، انتشرت فرق الفحص التابعة للبيت الأبيض في الوكالات الفيدرالية لفحص المتقدمين للوظائف لمعرفة ولائهم لأجندة الرئيس. في أول يوم له في منصبه، وقع ترامب أمرًا تنفيذيًا يؤكد استعادة ممارسات التوظيف الفيدرالية القائمة على الجدارة و«التفاني لدستورنا».

### الرعاية الصحية
أعلن ترامب أنه سيرشح روبرت كينيدي جونيور لمنصب وزير الصحة في الرابع عشر من نوفمبر، في خطاب ألقاه في مارالاغو بولاية فلوريدا. سبب هذا التعيين جدلًا، نتيجة تأييد كينيدي المتكرر لنظريات المؤامرة المناهضة للقاحات، إذ صرح مدير الجمعية الامريكية للصحة العامة أن كينيدي «سبب بالفعل أضرارًا جسيمة في الصحة في البلاد» وأنه أيضًا «شخص بلا خلفية صحية». كشف ترامب في ديسمبر أنه كان يناقش إنهاء برامج التطعيم للأطفال مع روبرت ف. كينيدي جونيور وروّج للادعاء الذي تم دحضه علميًا بوجود صلة بين اللقاحات واضطراب التوحد.
بعد انتخابه، أمرت إدارة ترامب بتجميد جميع الاتصالات والتقارير الصادرة عن وزارة الصحة والخدمات الإنسانية والوكالات الفرعية ما لم يُوافق عليها بواسطة شخص ذو منصب سياسي.           

### حقوق مجتمع الميم
قدّم دونالد ترامب في حملته الثانية مجموعة من المقترحات التي تهدف إلى إبطال السياسات الأخيرة المتعلقة بمجتمع الميم وإعادة تشكيل المبادئ التوجيهية الفيدرالية بشأن الهوية الجندرية وحقوق المتحولين جنسيًا. صرح ترامب أنه في «اليوم الأول»، سيُبطل توسع إدارة بايدن في الباب التاسع، والذي يحمي حقوق الطلاب المتحولين جنسيًا في استخدام الحمامات وغرف تبديل الملابس والضمائر التي تتوافق مع هويتهم الجندرية. وتعهد ترامب بخفض التمويل الفيدرالي للمدارس التي تروّج «للنظرية العرقية النقدية، ولجنون التحول الجنسي، وغير ذلك من المحتوى العنصري أو الجنسي أو السياسي غير المناسب».
إن سياساته المقترحة ستحد بشكل كبير من رعاية إعادة تحديد الجنس، بما في ذلك الدعوة إلى حظر هذه الرعاية فيدراليًا على القاصرين ومنع تمويل ميديكير وميديكيد للأطباء الذين يقدمون خدمات إعادة تحديد الجنس. واقترح ترامب منع الوكالات الفيدرالية من «الترويج» للتحولات الجنسية وخطط لتكليف وزارة العدل بالتحقيق في الآثار المحتملة طويلة المدى للعلاجات التي تعيد تحديد الجنس.
صرح ترامب في خطاب تنصيبه: «ستكون سياسة أن هناك جنسين فقط، ذكر وأنثى، ستكون سياسة رسمية لحكومة الولايات المتحدة». لا يتضمن الأمر أي استثناءات للأشخاص ثنائيي الجنس الذين قد لا يمكن تحديد جنسهم فور الولادة. ومن بين إجراءاته التنفيذية الأولى أنه ألغى الحماية لأعضاء الجيش الأمريكي المتحولين جنسيًا، مما مهد الطريق لحظر جديد محتمل على الأشخاص المتحولين جنسيًا من الخدمة في الجيش.
جمدت إدارة ترامب في الثالث والعشرين من يناير عام 2025 جميع الطلبات المقدمة للحصول على جوازات سفر أمريكية تحمل علامة «X» غير الثنائية، وأعلنت أن جوازات السفر ستحمل فقط الجنس المحدد للشخص عند الولادة، مما يحظر على الأمريكيين اختيار علامة «X» أو تغيير تخصيص جنسهم على جوازات السفر الأمريكية.

## الإدارة

### مجلس الوزراء
اقترح ترامب عدة مرشحين لمناصب وزارية عديدة، بما في ذلك المستثمر في صناديق التحوط جون بولسون أو سكوت بيسنت لمنصب وزير الخزانة.

### نائب الرئيس
في يوليو 2024، اختار ترامب السيناتور عن ولاية أوهايو جي دي فانس ليكون نائبًا له في المؤتمر الوطني للحزب الجمهوري في ذلك العام. حظي فانس بدعم دونالد ترامب جونيور وإيلون ماسك وتاكر كارلسون، وتعزز بسلسلة من الأحداث الإعلامية، بما في ذلك مناظرة أولية مثيرة للجدل مع جوش مانديل ومايك جيبونز، وتأكيد دعمه لترامب في صحيفة وول ستريت جورنال مع تقدم رون دي سانتيس في وسائل الإعلام المحافظة، وزيارة تعاونية إلى شرق فلسطين (أوهايو)، بعد حادثة خروج القطار عن مساره في فبراير 2023.

### وظائف أخرى
تناقش روبرت كينيدي جونيور -وهو ناشط مناهض للقاحات ترشح ضد ترامب لكنه سحب ترشيحه- بشكل خاص توليه دورا رفيعا في مجال الصحة في ولاية ترامب الثانية. وذكر كينيدي في مقابلة مع صحيفة واشنطن بوست في أكتوبر 2024 أن ترامب "طلب منه معالجة الفساد وتضارب المصالح في الوكالات وإنهاء وباء الأمراض المزمنة".
ووعد ترامب بإنشاء "لجنة كفاءة الحكومة" برئاسة إيلون ماسك.

## الشؤون الداخلية

### الاقتصاد
ووعد ترامب بفرض رسوم جمركية أعلى على الواردات من جميع البلدان، وخاصة الصين.

### الهجرة
يعتزم ترامب توسيع وإحياء سياسات الهجرة التي فرضها خلال رئاسته الأولى، بما في ذلك حظر السفر على المسلمين، وطرد طالبي اللجوء بزعم أنهم يحملون أمراضًا معدية، وتفويض ضباط الشرطة والجنود لمساعدة سلطات الهجرة والجمارك في عمليات الترحيل الجماعي، وإنشاء معسكرات احتجاز مترامية الأطراف، وفقًا لصحيفة نيويورك تايمز.

### الملاحقات القضائية
في سبتمبر 2024، صرّح ترامب أن "أولئك الأشخاص الذين مارسوا الغش سيتم محاكمتهم إلى أقصى حد يسمح به القانون". هدّد بمقاضاة مارك زوكربيرغ، الرئيس التنفيذي لشركة ميتا بلاتفورمز، بسبب تبرعه بمبلغ 400 دولار أمريكي لهيئات الانتخابات أثناء جائحة كوفيد-19 في حملة Save America (2024).
ومن المتوقع أن ينهي ترامب الملاحقات القضائية التي أجرتها وزارة العدل ضده في واشنطن العاصمة وفلوريدا. ويفكر المستشار الخاص جاك سميث في إنهاء محاكماته مبكرًا وتقديم تقرير نهائي إلى المدعي العام ميريك غارلاند قبل تنصيب ترامب، وفقًا لصحيفة واشنطن بوست.

### العفو
قال ترامب عدة مرات أنه إذا أعيد انتخابه في عام 2024، فسوف يعفو عن مثيري الشغب في اقتحام الكابيتول في 2021. اعتبارًا من مارس 2024، حُكم على 500 شخص بالسجن وتم توجيه اتهامات جنائية إلى 1358 شخصًا.
في مايو 2024، قال ترامب إنه سيخفف عقوبة روس أولبريخت في أول يوم له في منصبه. يقضي أولبريخت عقوبة بالسجن مدى الحياة بسبب إنشائه وتشغيل موقع (سيلك رود) لسوق الإنترنت المظلم، والذي كان يعمل كخدمة مخفية على شبكة تور وسهّل بيع المخدرات وغيرها من المنتجات والخدمات غير القانونية.